# Sven Lehmann (Politiker)
Sven Lehmann (* 4. Dezember 1979 in Troisdorf-Sieglar) ist ein deutscher Politiker (Bündnis 90/Die Grünen). Er ist seit 2017 Mitglied des Deutschen Bundestages. Er war von 2021 bis 2025 Parlamentarischer Staatssekretär bei der Bundesministerin für Familie, Senioren, Frauen und Jugend und von 2022 bis 2025 Beauftragter der Bundesregierung für die Akzeptanz sexueller und geschlechtlicher Vielfalt (Queerbeauftragter). Von 2010 bis 2018 war er Landesvorsitzender von Bündnis 90/Die Grünen Nordrhein-Westfalen. Seit 21. Mai 2025 ist er Vorsitzender des neuen Bundestags-Kulturausschusses.

## Werdegang
Sven Lehmann wuchs in Troisdorf im Rhein-Sieg-Kreis auf. 1999 absolvierte er am Gymnasium Zum Altenforst in Troisdorf das Abitur. 1999 begann er sein Studium der Politischen Wissenschaften, Romanistik und Pädagogik in Köln und Aix-en-Provence, welches er 2006 als Magister Artium (M.A.) beendete. Von 2005 bis 2007 leitete er das Wahlkreisbüro der Kölner Bundestagsabgeordneten Kerstin Müller. Seit 2007 arbeitete Lehmann beim Landschaftsverband Rheinland, zuletzt im betrieblichen Gesundheitsmanagement.
Lehmann ist mit dem ehemaligen Fraktionsvorsitzenden der Grünen-Landtagsfraktion in NRW Arndt Klocke liiert. Seit dem 3. Mai 2024 sind sie verheiratet.

## Politische Karriere

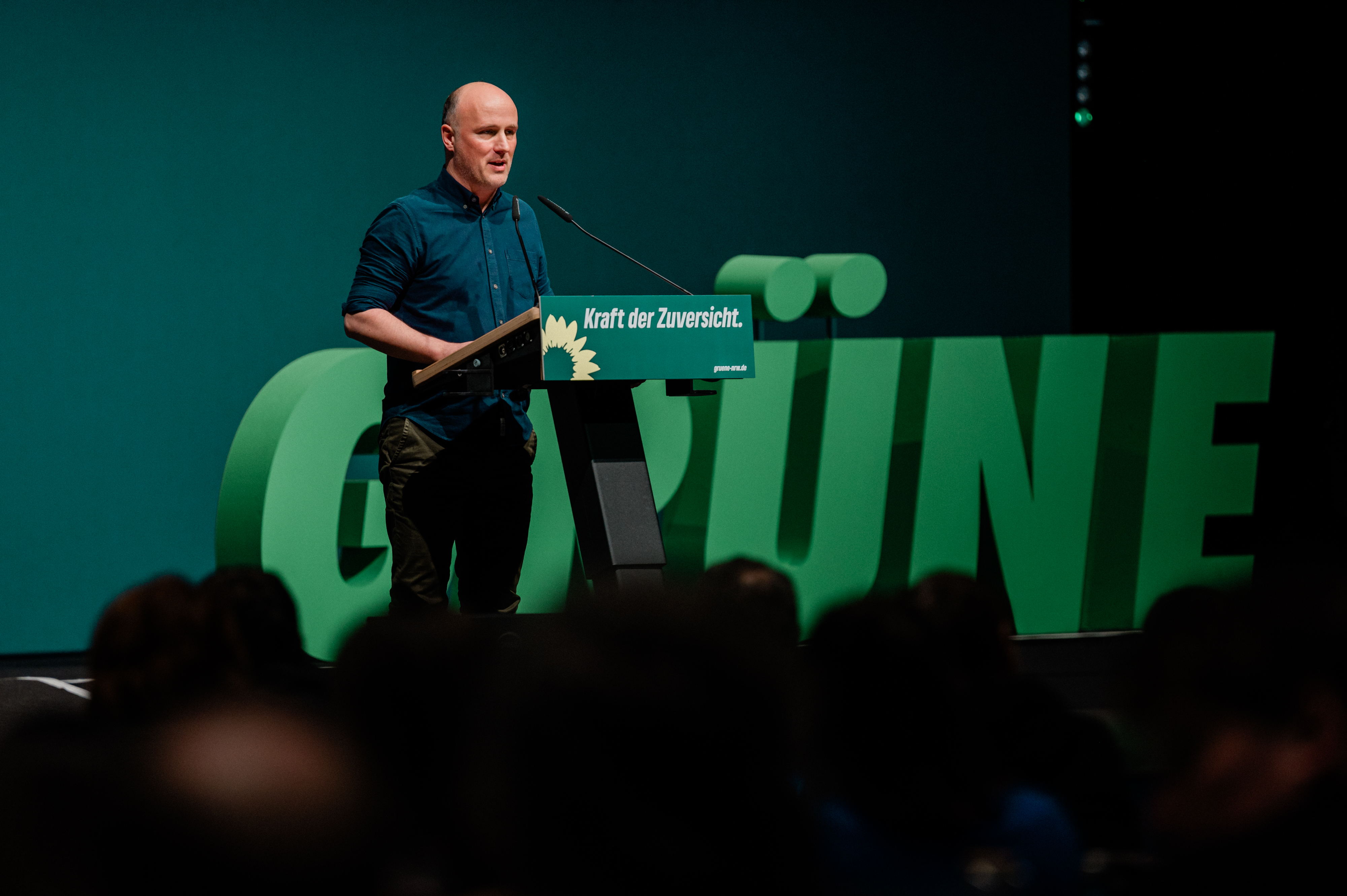
Sven Lehmann bei einer Landesdelegiertenkonferenz der Grünen NRW (2024)

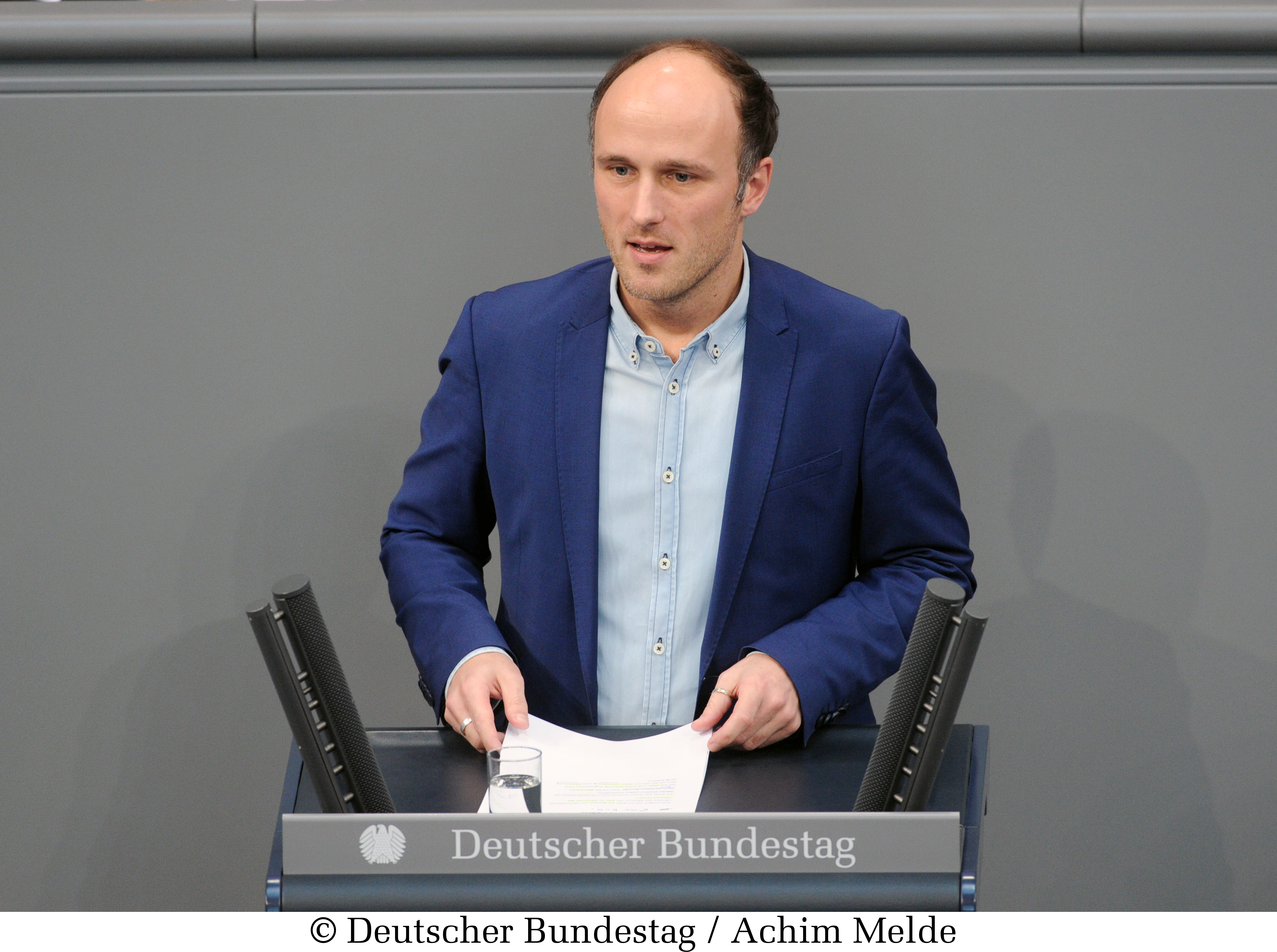
Lehmann bei einer Bundestagsrede (2018)

Sven Lehmann trat 1999 den Grünen bei und engagierte sich in der Troisdorfer Kommunalpolitik, unter anderem als Pressesprecher der Ratsfraktion, als Mitglied im Ortsvorstand und als sachkundiger Bürger im städtischen Sozialausschuss. 2001 folgte die Wahl in den Landesvorstand der Grünen Jugend Nordrhein-Westfalen, dem er – unterbrochen durch ein Auslandsjahr in Frankreich – bis Ende 2005 angehörte, zuletzt zwei Jahre als Landessprecher.
2006 wurde Lehmann Mitglied im Landesvorstand von Bündnis 90/Die Grünen Nordrhein-Westfalen. Von Juni 2010 bis Januar 2018 war er Landesvorsitzender und Mitglied im rot-grünen Koalitionsausschuss. Bei seiner letzten Wiederwahl im April 2016 erreichte er 92,2 Prozent der Delegiertenstimmen.
Bei der Bundestagswahl 2017 kandidierte Lehmann erstmals als Direkt- und Listenkandidat der Grünen für den Bundestag. Er erreichte mit 14,6 Prozent im Bundestagswahlkreis Köln II das beste Erststimmenergebnis seiner Partei in NRW und zog über den 4. Listenplatz in den Bundestag ein. Im 19. Deutschen Bundestag war Lehmann ordentliches Mitglied im Ausschuss für Arbeit und Soziales sowie Mitglied in der Kinderkommission des Bundestages (Kommission zur Wahrnehmung der Belange der Kinder). Innerhalb der Bundestagsfraktion von Bündnis 90/Die Grünen war Lehmann Sprecher für Sozialpolitik sowie Sprecher für Queerpolitik zusammen mit Ulle Schauws.
Zusammen mit Beate Müller-Gemmeke leitete Sven Lehmann den 2019 neu geschaffenen Gewerkschafts- und Sozialbeirat der Grünen Bundestagsfraktion.
Bei der Bundestagswahl 2021 gewann Lehmann das Direktmandat im Wahlkreis Köln II mit 34,6 Prozent der Erststimmen und zog damit erneut in den Bundestag ein. Bei der Bundestagswahl 2025 konnte er sein Direktmandat verteidigen. Mit 34,1-Prozent der Erststimmen errang er zudem das bundesweit beste Ergebnis für die Grünen. Vom 8. Dezember 2021 bis zum 6. Mai 2025 war er Parlamentarischer Staatssekretär im Bundesministerium für Familie, Senioren, Frauen und Jugend. Am 5. Januar 2022 wurde er vom Bundeskabinett zum Beauftragten für die Akzeptanz sexueller und geschlechtlicher Vielfalt, kurz Queer-Beauftragter der Bundesregierung, benannt. Er war der erste in seinem Amt, aus dem er im Zuge der Bildung des Kabinetts Merz ab 6. Mai 2025 ausschied. Am 21. Mai 2025 wurde Lehmann zum Vorsitzenden des Bundestagsausschusses für Kultur und Medien gewählt.

## Inhaltliche Positionen

### Sozialpolitik
Sven Lehmann hat in seiner Funktion als sozialpolitischer Sprecher der Grünen Bundestagsfraktion federführend das Konzept der sanktionsfreien Garantiesicherung entwickelt, mit welchem „Hartz IV“ überwunden werden sollte. Bei der Debatte im Deutschen Bundestag sagte er dazu: „Die Garantiesicherung schafft soziale Sicherheit in unsicheren Zeiten. Sie begegnet Menschen auf Augenhöhe, mit Vertrauen und vor allem mit Zutrauen.“ Die spätere Koalition aus SPD, Grünen und FDP einigte sich ein Konzept zur Einführung eines Bürgergeldes. Ein weiterer Schwerpunkt in der Arbeit von Sven Lehmann liegt in der Kinder- und Familienpolitik. Er war eng an Erarbeitung der Kindergrundsicherung in der Grünen Bundestagsfraktion beteiligt, mit dem die Kinderarmut in Deutschland wirksam bekämpft werden sollte. Während der Corona-Pandemie setzte er sich ebenso wie ein breites Bündnis von Gewerkschaften und Wohlfahrtsverbänden für die finanzielle Unterstützung von Menschen in der Grundsicherung und die Absicherung der sozialen Dienste ein.

### Queerpolitik und Menschenrechte
Sven Lehmann setzt sich für die Grund- und Menschenrechte von Lesben, Schwulen, Bisexuellen, trans- und intergeschlechtlichen sowie andere queere Menschen (LSBTIQ*) ein. Als Sprecher für Queerpolitik der Grünen Bundestagsfraktion legte er den Entwurf für ein Selbstbestimmungsgesetz vor. Mit dem Selbstbestimmungsgesetz sollte das 40 Jahre alte „Transsexuellengesetz“ abgeschafft und eine einfache Änderung des Geschlechtseintrags ermöglicht werden. In der Debatte im Bundestag im Jahr 2020 sagte er dazu: „Was es nicht braucht, sind Fremdbestimmung und Schikane. Genau das macht aber das Transsexuellengesetz seit 40 Jahren: Es verletzt die Würde und die Freiheit. Es ist überfällig, es endlich abzuschaffen“. Der Gesetzentwurf wurde mit der damaligen Mehrheit von CDU/CSU und SPD abgelehnt. Die Ampel-Koalition aus SPD, Grünen und FDP einigte sich im Herbst 2021 im Koalitionsvertrag auf die Einführung eines Selbstbestimmungsgesetzes. Nachdem die Bundesregierung im Herbst 2023 ihren Entwurf für ein Selbstbestimmungsgesetz beschloss, verabschiedete der Bundestag schließlich im April 2024 das Selbstbestimmungsgesetz, welches im November 2024 in Kraft trat. In seiner Funktion als Queer-Beauftragter der Bundesregierung sagte er in der abschließenden Debatte: „Das Selbstbestimmungsgesetz ist ein Gesetz, das die Würde des Menschen stärkt“.
Im Herbst 2022 verabschiedete die Bundesregierung aus SPD, Grünen und FDP den ersten Aktionsplan „Queer Leben“ für die Akzeptanz sexueller und geschlechtlicher Vielfalt. Sven Lehmann nannte den Kabinettsbeschluss historisch: „Erstmals in der Geschichte der Bundesrepublik gibt es einen Aktionsplan, der für eine aktive Politik gegen Diskriminierung von queeren Menschen steht“. Er koordiniert den ressortübergreifenden Arbeitsprozess unter Einbeziehung von Verbänden und der Länder für die Ausgestaltung und Umsetzung der Maßnahmen. Weiterhin setzte sich Sven Lehmann bereits in der Opposition für ein Ende der Diskriminierung bei der Blutspende ein. Ein Antrag wurde dazu 7. Mai 2020 unter seiner Federführung in den Deutschen Bundestag eingebracht. Das Ende der Diskriminierung durch einen Beschluss des Bundestages im Jahr 2023 nannte Sven Lehmann in seiner Funktion als Queer-Beauftragter „ein starkes Signal“.
Im Jahr 2022 reiste Lehmann nach Belgrad, um den dortigen „Europride“ zu unterstützen. Dieser war von der serbischen Regierung verboten worden und konnte am 17. September 2022 nach internationalem Druck und Diplomatie vor Ort unter Polizeischutz stattfinden.
Nach den Protesten im Iran und dem Todesurteil gegenüber zwei LSBTIQ*-Aktivisten hat Sven Lehmann die politische Patenschaft für Sareh Sedighi Hamadani und Elham Choubbar übernommen. Nachdem die Aktivistin Sareh Sedighi Hamadani auf Kaution freikam, konnte sie nach Deutschland fliehen. Sareh Sedighi Hamadani sagte später gegenüber dem Tagesspiegel, dass die Unterstützung von Personen wie Sven Lehmann in der Kampagne entscheidend gewesen sei.

### Köln
Sven Lehmann setzt sich zusammen mit verschiedenen Initiativen und Anwohnern für den Erhalt der denkmalgeschützten Rodenkirchener Brücke und gegen den Bau neuer Autobahnbrücken im Kölner Süden ein. In einem Brief an Bundesverkehrsminister Wissing forderte er den Verzicht auf das Großprojekt. Weiterhin setzt er sich zusammen mit der Bürgerinitiative „Grüngürtel für alle“ für den Erhalt der Gleueler Wiese im Stadtbezirk Lindenthal und gegen eine Bebauung des Kölner Grüngürtels ein. Seit einigen Jahren eröffnet er Europas größte Pride-Veranstaltung, den CSD Köln.

## Mitgliedschaften und ehrenamtliches Engagement
Sven Lehmann ist u. a. Mitglied im Verband Queere Vielfalt (LSVD+), bei Mehr Demokratie e. V., der Heinrich-Böll-Stiftung NRW und im Bürgerverein Köln-Zollstock e. V. Zudem ist er qua Amt Mitglied im Kuratorium der „Stiftung Lesen“, Vorsitzender des Beirats im Bundesfamilienministerium zum Nationalen Aktionsplan für Kinder- und Jugendbeteiligung und im Stiftungsrat der Bundesstiftung zur Aufarbeitung der SED-Diktatur. Weiterhin ist Sven Lehmann Mitglied bei der überparteilichen Europa-Union Deutschland, die sich für ein föderales Europa und den europäischen Einigungsprozess einsetzt.
Weiterhin ist Sven Lehmann Fördermitglied bei Lambda e. V., Amnesty International, bei der Kölner Initiative Grundeinkommen und bei Heimatlos in Köln e. V.

## Ehrungen
Die Aidshilfe Köln und das schwule Gesundheitszentrum Checkpoint ehrten Sven Lehmann für seinen Einsatz für die LGBTIQ*-Community, speziell in der Corona-Krise „für seine Forderung nach einem Regenbogen-Rettungsschirm für queere Vereine, Verbände und Organisationen“ mit der Brosche – dem so genannten „funkelnden Dankeschön der Community“. Die Aktion zeichnet Menschen, Organisationen und Vereine aus, die sich während der Krise um die Belange der Community mit Hilfe von Aktionen einsetzen.
Im Jahr 2025 wurde Lehmann der Rosa-Courage-Preis verliehen. Über die Presseberichte hinaus gratulierten ihm Persönlichkeiten wie Claudia Roth und Rosa von Praunheim.